# Totonaca
El totonaca és una macrollengua pertanyent a la llengües totonaques, que pertany a la família llengües totozoques.

## Descripció lingüística
En aquesta descripció es descriurà principalment el totonaca de Misantla amb referències al totonaca de Papantla.

### Fonologia
Existeixen algunes diferències menors entre els repertoris de fonemes consonàntics dels dialectes totonaques. Quant al sistema vocàlic és el mateix en totes les varietats. L'inventari de consonants del totonaca de Misantla és el següent:
|             | Labial | Alveolar | Palatal | Velar | Uvular | Glotal |
| ----------- | ------ | -------- | ------- | ----- | ------ | ------ |
| Oclusives   | p      | t        |         | k     | q      | ʔ      |
| Fricatives  |        | s, ɬ     | ʃ       |       |        | h      |
| Africades   |        | t͡s       | t͡ʃ      |       |        |        |
| Aproximants | w      | l        | j       |       |        |        |
| Nasals      | m      | n        |         |       |        |        |

La correspondència entre els signes de l'Alfabet Fonètic Internacional i l'ortografia convencional per a aquesta llengua és: /ʦ/ = <tz>, /tʃ/ = <ch>, /j/ = <y>, /ɬ/ = <lh>.

### Gramàtica
El verb transitiu generalment marca tant la persona subjecte com la persona objecto, és a dir, existeix concordança tant d'objecte com de subjecte. A més existeix una jerarquia entre la primera, segona i tercera persona que implica canvi en els prefixos usades com a marca del verb.
El totonaca és una llengua aglutinant, en la qual les paraules estan compostes freqüentment per diverses arrels. El sistema verbal del totonaca és complex. La conjugació verbal usa abundantment prefixs que assenyalen permeten diferents formes al verb. El verb posseeix diversos temps verbals la conjugació dels quals és gairebé completament regular. Igual que l'espanyol, té 3 classes de verbs o "conjugacions" que es conjuguen de manera diferent, depenent de la terminació del verb. No existeix l'infinitiu; encara que es pren la conjugació en present de la tercera persona del singular com a infinitiu, ja que és la que posseeix menys flexió.
El totonaca conjuga en present, pretèrit, imperfecte, futur, present continu, passat continu, present perfecte, plusquamperfet, condicional i imperatiu-subjuntiu.
Té verbs irregulars que canvien en tots els temps però solament per a les segones persones - ja sigui singular o plural. Exemples: El verb an (anar) i els seus derivats: lin (portar), lakgchan (aconseguir), chan (arribar allà). El verb min (venir) i els seus derivats: limin (portar), chin (arribar aquí), etc.

#### Pronoms
Els pronoms personals en totonaca són els següents (en la variant de papantla):
|            | Singular        | Singular       | Plural                | Plural              |
|            | Forma sujeto    | Posesivo       | Forma sujeto          | Posesivo            |
| ---------- | --------------- | -------------- | --------------------- | ------------------- |
| 1a persona | akit 'jo'       | kila 'meu'     | akin 'nosaltres'      | kilakan 'nostre'    |
| 2a persona | wix 'tu'        | mila 'teu'     | wixin 'vostès'        | milakan 'vostre'    |
| 3a persona | xla 'ell / ella | xla 'seu/seva' | xlakan 'ells / elles' | xlakan 'seus/seves' |

En les variants de la serra akit pot ser kit o nkit, també akin pot ser akinin.
Per expressar possessió s'usen els següents prefixos i sufixos:
Exemple per a la paraula chik, casa.
| SINGULAR | català                      | PLURAL     | català                        |
| -------- | --------------------------- | ---------- | ----------------------------- |
| kinchik  | la meva casa                | kinchikkan | la nostra casa                |
| minchik  | la teva casa                | minchikkan | la seva casa (de vostès)      |
| xchik    | la seva casa (d'ell / ella) | xchikkan   | la seva casa (d'ells / elles) |

#### Numerals i prefixos numerals
El totonaca, com la majoria de llengües mesoamericanes té un sistema de numeració vigesimal. Els nombres de l'un al vint no existeixen per si sols, se'ls ha d'agregar un prefix classificador que indica quin tipus d'entitat s'està explicant. El prefix classificador pot referir-se a la grandària de l'objecte, forma, etc. Això és similar als classificadors dels determinants del xinès i altres llengües.
El prefix més freqüent és akg- que indica que el que s'explica és una cosa rodona, com una taronja, una llimona, un any, o alguna cosa abstracte, com un pensament, també s'usa quan l'objecte a explicar no té un prefix numèric. Altres prefixos classificadors:
cha- S'usa per designar persones: chatum lataman kiwani... (una persona em va dir...).
kgan- Usat per a coses allargades o cilíndriques, com a rius, carrers, pals: Kgantutu kgalhtuchokgo (tres rius).
kge- Per a embalums o rotllets, com un terç de llenya, plàtans, etc.
mak- S'usa per explicar coses primes i amb superfícies planes com a truites, papers, llibres.
mus- Raïms, com a mans de plàtan, etc.
pakg- Coses molt primes com a fulles d'arbre, de llibreta, làmines, etc.
pukgalh- Per a tests, plantes, etc.
tan- Per numerar animals.
Així podem dir kgetum sekgna i ens referim a un plàtan, mustum sekgna i ens referim a un raïm de plàtan pukgalhtum sekgna i ara parlem d'una mata de plàtan.
1.- akgtum
2.- akgtuy (akgtiy)
3.- akgtutu
4.- akgtati
5.- akgkitsis
6.- akgchaxan
7.- akgtujun
8.- akgtsayan
9.- akgnajatsa
10.- akgkaw
11.- akgkawitu
12.- akgkutuy (akgkutiy)
13.- akgkututu
14.- akgkutati
15.- akgkukitsis
16.- akgkuchaxan
17.- akgkutujun
18.- akgkutsayan
19.- akgkunajatsa
20.- puxam
El caràcter vigesimal s'aprecia en els següents nombres:
21.- puxamatum
29.- puxamanajatsa
30.- puxamakaw
40.- tipuxam
50.- tipuxamakaw
60.- tutupuxam
70.- tutupuxamakaw
80.- tatipuxam
90.- tatipuxamakaw
99.- tatipuxamakunajatsa
100.- kitsis puxam
400.- tum taman ó pixtum

### Mostra de text
El següent text prové del totonaca de Papantla:
| Xa kilhtsukut chichi chu xa papa                                                                                              | L'Origen del sol i de la lluna                                                                  |
| --- | ----------------------------------------------------------------------------------------------- |
| Maqasa ix wija tilanka pulataman, nachu kapoqlhwa ix lamaka.                                                                  | Fa molt de temps, quan el món ja estava creat, tot es trobava entre penombres                   |
| Ama kilhtamaku ix wi chatutu lanka mapaqsinanim, jae ix kalilaqapaskan "reyes", nachu lhan ix takatsi laqsqalalan ix tawanit. | La gent de llavors era governada per tres reis, aquests eren homes molt bons, filòsofs i savis. |
| Nak kakilhtamaku kapoqlhwa ix lamanka, ninajtu ix wanit chichini ni pala papa.                                                | Doncs no existien el sol ni la lluna.                                                           |

## Variants
Les llengües totonaques entre si poden diferir tant com les llengües romàniques entre si, per la qual cosa entre diverses de les llengües totonaques no existeix mútua intel·ligibilitat:
| Llengua                              | Codi-ISO | Ubicació                                                                         | Hablants           |
| ------------------------------------ | -------- | -------------------------------------------------------------------------------- | ------------------ |
| Totonaca de Coyutla                  | toc      | Coyutla, Veracruz                                                                | 48.062 (2000 WCD)  |
| Totonaca de Filomeno Mata-Coahuitlán | tlp      | Poble de Filomeno-Mata, Sierra de Veracruz, envoltat pel Totonaca de la Sierra   | 15.108 (2000 WCD)  |
| Tototonaca de la Sierra              | tos      | Voltants de Zacatlán i Veracruz                                                  | 120.000            |
| Totonaca d'Ozumatlán                 | tqt      | Nord de Puebla: Ozumatlán, Tepetzintla, Tlapehuala, San Agustín                  | 4.000 (1990 cens). |
| Totonaca de Papantla                 | top      | Voltants de Papantla, central Veracruz                                           | 80.000 (1982 SIL). |
| Totonaca del riu Necaxa              | tot      | Nord-est de Puebla: Patla, Chicontla, Tecpatlán                                  | 4.000 (2005 cens)  |
| Totonaca de Xicotepec                | too      | A 30 aldees al voltant de Xicotepec de Juárez septentrional de Puebla i Veracruz | 3.000              |
| Totonaca de Misantla                 | tlc      | Yecuatla i Misantla al Sud de Veracruz                                           | <500               |